# Discoverer 17
Discoverer 17 – amerykański satelita wywiadowczy. Stanowił część tajnego programu CORONA. Był to drugi statek z drugiej serii satelitów programu CORONA, nazwanych KH-2. Jego start był udany, ale misja nie powiodła się. Film w aparacie fotograficznym został zwolniony jeszcze przed rozpoczęciem prac kamer, w rezultacie czego tylko 52 cm filmu znalazły się w kapsule powrotnej. Powróciła ona na Ziemię po dwóch dniach.

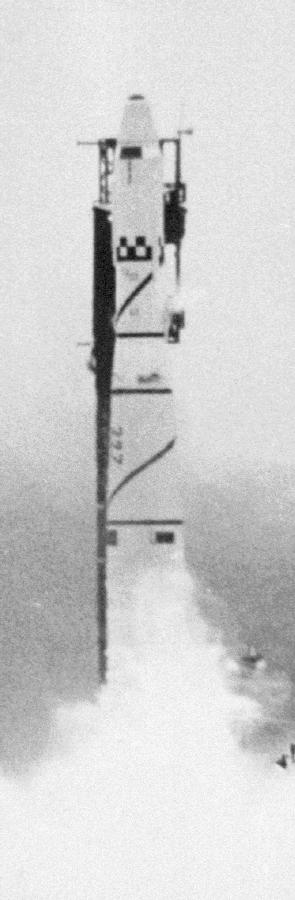
Moment startu rakiety Thor Agena B z satelitą Discoverer 17

## Ładunek
- Kamera panoramiczna C-Prime - ogniskowa 61 cm, rozdzielczości (na powierzchni Ziemi) 9 metrów
- Dozymetry promieniowania
- Radiometry podczerwieni
- Detektory mikrofal